# MTV Video Music Awards Japan 2002
2002 MTV Video Music Awards Japan

## Video del Año
- Aerosmith — "Jaded"
- Ayumi Hamasaki — "Dearest"
- Janet Jackson — "All For You"
- Mr.Children — "Kimi ga Suki"
- Hikaru Utada — "Traveling"

## Mejor Artista Masculino
- Cornelius
- Eminem
- Fatboy Slim
- Jamiroquai
- Ken Hirai

## Mejor Artista Femenina
- Ayumi Hamasaki
- Britney Spears
- Janet Jackson
- Misia
- Hikaru Utada

## Mejor Grupo
- Backstreet Boys
- Dragon Ash
- Glay
- Mr.Children
- U2

## Mejor Artista Nuevo
- Alicia Keys
- BoA
- Chemistry
- Linkin Park
- Rip Slyme

## Mejor Artista Rock
- Aerosmith
- Dragon Ash
- Limp Bizkit
- Love Psychedelico
- U2

## Mejor Artista Pop
- Ayumi Hamasaki
- Backstreet Boys
- Britney Spears
- Chemistry
- Pink

## Mejor Artista R&B
- Alicia Keys
- Crystal Kay
- Mary J. Blige
- Usher
- Hikaru Utada

## Mejor Artista Hip-Hop
- Dabo
- Jay-Z
- Missy Elliott
- Rhymester
- Rip Slyme

## Mejor Artista Dance
- Basement Jaxx
- Daft Punk
- Fatboy Slim
- Gorillaz
- The Chemical Brothers

## Mejor Website
- Björk (www.bjork.com)
- Dragon Ash (www.dragonash.co.jp)
- Eminem (www.eminem.com)
- Gorillaz (www.gorillaz.com)
- L'Arc-en-Ciel (www.LArc-en-Ciel.com)

## Mejor Video de una Película
- Christina Aguilera, Lil' Kim, Mýa & Pink — "Lady Marmalade" (Moulin Rouge!)
- Destiny's Child — "Independent Women Part 1" (Los ángeles de Charlie)
- Dreams Come True — "Crystal Vine"
- L'Arc-en-Ciel — "Spirit Dreams Inside" (Final Fantasy: The Spirits Within)
- Zeebra con Aktion — "Neva Enuff" (Brother)

## Mejor Actuación en vivo
- Dragon Ash
- Jay-Z
- Oasis
- Rip Slyme
- Rize

## Premios Especiales
- Premio a la Inspiración Japón:  Namie Amuro
- Premio a la Inspiración Internacional:  Jay-Z
- Mejor Artista Asiático:  Jay Chou
- Premio Leyenda:  Jimmy Page

- Datos: Q4600247